# SBT Filmes
O SBT Filmes é uma produtora de cinema brasileira integrante do Grupo Silvio Santos, criada em 2005 como braço cinematográfico do SBT. A empresa atua em parceria com outras produtoras independentes nacionais e distribuidoras nacionais e internacionais.
O primeiro filme de longa-metragem produzido pela produtora, foi o Coisa de Mulher que foi integralmente rodado no estúdio do SBT Filmes em Nova Iorque, em parceria com a Warner Bros.

## História

### Antecedentes
A primeira tentativa do Grupo Silvio Santos em chegar ao mercado cinematográfico foi em 1976, com os Estúdios Silvio Santos. Na época, a empresa lançou a comédia erótica Ninguém Segura Essas Mulheres, que teve nomes como Jece Valadão, Tony Ramos e Vera Gimenez no elenco. O longa teve 1.318.476 espectadores, mas a criação da TVS Rio de Janeiro fez Silvio priorizar a televisão.

### 2005: Criação do SBT Filmes
Em fevereiro de 2005, o SBT anunciou a criação da marca SBT Filmes com uma associação entre a Warner Bros. e a Diler & Associados. O primeiro filme a ser lançado foi Coisa de Mulher, que trouxe Adriane Galisteu e Hebe Camargo — então contratadas da emissora —, além das presenças das atrizes do grupo de humor Grelo Falante e do ator Evandro Mesquita. O filme chegou ao circuito nacional no dia 2 de setembro de 2005.
O longa custou R$ 4,8 milhões, mas não chegou a ser sucesso de bilheteria, sem conseguir atingir 100.000 espectadores. O SBT chegou a anunciar que produziria um filme chamado Seis Crianças e um Bebê para estrear em 2007, o que não se concretizou.
Coisa de Mulher ainda enfrentou problemas com a Agência Nacional do Cinema. Em 2020, as contas do filme foram reprovadas, e a Ancine pediu a devolução do valor à União, com multa de 50% do valor do débito atualizado.

### 2015 - presente: retorno da marca
A marca SBT Filmes voltou a aparecer em 2015, com o lançamento de Carrossel: O Filme, baseado na novela lançada em 2012. O filme foi uma parceria entre o SBT com a Paris Filmes, a RioFilme e a Televisa. A produção foi um grande sucesso, ultrapassando mais de 2 milhões de espectadores.
Também foram lançadas com o selo SBT Filmes as produções Carrossel 2: O Sumiço de Maria Joaquina  (2016) e Meus 15 Anos: O Filme (2017).

Em 2023, chegou aos cinemas As Aventuras de Poliana: O Filme, baseado na novela de mesmo nome. O longa foi uma parceria do SBT Filmes com a Panorâmica, trazendo Sophia Valverde no papel principal.